# بيير ماجني
بيير ماجني (بالفرنسية: Pierre Magne)‏ ولد بتاريخ 07 نوفمبر 1906 في فرنسا، وتوفي في 14 نوفمبر 1980 في فرنسا، كان دراج فرنسي في صنف سباق الدراجات على الطريق.

## سجل النتائج

### سباقات أو مراحل فاز بها
- طواف فرنسا

## وصلات خارجية
- الموقع الرسمي

## روابط خارجية
- بيير ماجني على موقع أرشيف الدراجات (الإنجليزية)
- بيير ماجني على موقع إحصائيات الدراجات الإحترافية (الإنجليزية)